# Alapinvarianten
Ej att förväxla med Alapins öppning.
Den här artikeln använder algebraisk schacknotation för att beskriva schackdragen.
Alapinvarianten (även känd som c3-sicilianskt) är en schacköppning som uppkommer efter dragen:
1.e4 c5 2.c3
Vit vill till skillnad från i andra varianter av siciliansk öppning varianter kunna spela sin bonde till d4 och om svart spelar ...cxd4, kunna ta tillbaka med cxd4. Därmed skulle vit få bra kontroll på centrum .
Svarts vanligaste svarsdrag är 2...d5, för att öppna centrum, samt 2...Sf6 för att attackera bonden på e4.
Den är uppkallad efter Semjon Alapin (1856–1923).